# Music (album)
Music je osmi studijski album američke pjevačice Madonne izdan 19. rujna 2000. pod Maverick Recordsom. Sljedeće godine je izdan dvostruki Special Edition u svrhu promocije Drowned World Tour, s obradama i glazbenim videom pjesme "What It Feels Like for a Girl" na drugom CD-u. Madonna je na ovom albumu surađivala s francuskim producentom Mirwais Ahmadzaïom. Na albumu se pretežno nalaze brze pjesme koje su Madonnu približile europskom danceu. 
Kritičari su hvalili album, te je zaradio ocjenu 80/100 na Metacriticu. Zaradio je ukupno pet nominacija za nagradu Grammy, ali je osvoji samo onu za "najbolji omot". Časopis Rolling Stone je album uvrstio na svoj popis 500 najboljih albuma ikada. Debitirao je na prvom mjestu glazbenih ljestvica u 23 države svijeta, te je samo u prvih deset dana prodan u četiri milijuna primjeraka. Do danas je ukupna prodaja albuma porasla na 15 milijuna primjeraka. S albuma dolaze tri singla i jedan promotivni singl. Naslovna pjesma je došla na prvu poziciju ljestvica u 25 država, te je bila Madonnin dvanaesti broj 1 na američkoj Billboard Hot 100.

## Nastajanje albuma
Prije nego što je album pušten u prodaju, Madonna se obratila svojim fanovima:
"Hey Mr. DJ, put a record on...Vjerojatno ste čuli za moj novi album "Music". Samo sam se željela uvjeriti da znate da će pjesma uskoro izaći. Radila sam s Mirwaisom. Album će biti pušten u prodaju diljem svijeta 19. rujna, i nadam se da će vam se svidjeti moja glazba."
Album je pun brzih ritmova, koji Madonnu približavaju europskom dancu ali i dalje s prizvukom američke glazbe. Da bi se što više približila europskom dancu, Madonna je surađivala s Mirwaisom, francuskim skladateljem elektronske glazbe. Jedna od zanimljivosti je da su se oboje u početku teško sporazumjevali zbog ne poznavanja drugog jezika. Nastavila je i suradnju s William Orbitom s kojim je radila na prethodnom albumu Ray of Light, te su zajedno na novom albumu napisali tri pjesme. Ovo je prvi album kojeg Madonna nije u cijelosti snimila u SAD-u,  te je većim dijelom snimljen u Londonu. 
Glazbeno gledajući, album je drugačiji od prijašnjih. Sadrži mračne elektronske zvukove ("Impressive Instant"), folk zvukove na gitari ("Don't Tell Me", "I Deserve It", "Gone") i teške elektronske zvukove koji će se pojaviti i na sljedećim Madonninim albumima. Na francuskom pjeva u pjesmi "Paradise (Not For Me)" a na španjolskom u pjesmi "Lo Que Siente La Mujer" (What It Feels Like for a Girl).
Po prvi puta se cijeli Madonnin album se mogao slušati na internetu mjesecima prije nego što je album pušten u prodaju, pa su nezadovoljini Warner Bros. Records i Madonna zatvarali internetske stranice sa sadržajem albuma, te su tužili Napster. 
Pjesma "American Pie" je bila uključena na albumu u Europi, Latinskoj Americi, Australiji i Aziji, iako je Madonna požalila što se pjesma nije samo nalazila na njenom soundtracku The Next Best Thing pa ga nije ni uključila na drugu kompilaciju njenih hitova GHV2 2001. Kao bonus pjesma u Japanu i Australiji se našla "Cyberraga" napisan od strane Madonne i Talvin Singha. Pjesma je kasnije dospjela na B-stranu europskih i SAD izdanja singlova.
Album je kasnije izdan sa zamjenom pjesme "American Pie" s obradama i španjolskom verzijom pjesme "What It Feels Like for a Girl".
Inače ovo je prvi Madonnin album koji u svom omotu nije sadržavao tekstove pjesama i tu praksu je Madonna nastavila i na sljedećim albumima. 
"Music" je osvojio Grammya 2001.  za "najbolji omot". 2003. ga je magazin "Rolling Stone" smjestio na 452. mjesto 500 naboljih albuma svih vremena.
Madonna je izvela pjesme "Music", "Impressive Instant", "I Deserve It", "Nobody's Perfect", "Don't Tell Me", "What It Feels Like for a Girl", "Paradise (Not For Me)" i "Gone" na svojoj Drowned World Tour 2001. "Music" i "Don't Tell Me" su izvođene na Re-Invention World Tour 2004., "Music" i "Paradise (Not for Me)" na Confessions Tour 2006. te "Music" na Sticky & Sweet Tour 2008./2009.

## Kritike na album
Kao i prethodnik Ray of Light, Music je dobio izvrsne ocjene kritičara i fanova. "Slant Magazine" je hvalio pjesme kao što je najavni singl "Music", ali ni ovaj puta nije izostala kritika na račun suradnje s Williamom Orbitom kojeg optužuju za ponavljanje ali opet i ga čini zanimljivim. "Rolling Stone" je album nazvao surovom i improviziranom verzijom  Ray of Light.

## Promotivna turneja
Don't Tell Me Promo Tour se sastojala od 2 koncerta kojima je Madonna promovirala svoj novi album. Prvi koncert je održan 5. studenog 2000. u New Yorku a drugi 29. studenog 2000. u Londonu. Kao prateći glazbenici su sudjelovali: Mirwais na gitari i Niki Haris i Donna DeLory kao prateći vokali. Dolce & Gabbana su kreirali kostime.
Madonnin koncert u Londonu je 9 milijuna fanova gledalo preko interneta što je postalo svjetskim rekordom. Preko MSN-a je koncert pratilo 2.800 ljudi. Madonna je nosila majicu s imenima svoje djece Rocco i Lola, a u publici su bili i poznate zvjezde poput Mick Jaggera, Kylie Minogue, Stinga i Melanie C.
Popis skladbi:
- "Impressive Instant"
- "Runaway Lover"
- "Don't Tell Me"
- "What It Feels Like for a Girl"
- "Holiday"  (samo u Londonu)
- "Music"

Daljnju promociju albuma je nastavila sa svojom Drowned World Tour 2001.

## Singlovi
| Naziv                           | Datum              | Prodano kopija   |
| ------------------------------- | ------------------ | ---------------- |
| "Music"                         | 18. kolovoza 2000. | 3.600.000        |
| "Don't Tell Me"                 | 15. siječnja 2001. | 2.200.000        |
| "What It Feels Like for a Girl" | 17. travnja 2001.  | 1.300.000        |
| "Impressive Instant"            | 18. rujna 2001.    | promotivni singl |

"Impressive Instant" je izdan 18. rujna 2001. samo kao klupski promotivni singl u obradi Petera Rauhofera. Pjesma se popela na vrh Billboardove Dance Club Play ljestvice i na vrhu ostala 2 tjedna. Ovo je bio Madonnin 27. broj 1 na toj ljestvici.

## Popis skladbi
| 1.    | »Music«                         | Madonna, Mirwais Ahmadzaï             | Madonna, Mirwais Ahmadzaï          | 3:44 |
| 2.    | »Impressive Instant«            | Madonna, Mirwais Ahmadzaï             | Madonna, Mirwais Ahmadzaï          | 3:39 |
| 3.    | »Runaway Lover«                 | Madonna, William Orbit                | Madonna, William Orbit             | 4:48 |
| 4.    | »I Deserve It«                  | Madonna, Mirwais Ahmadzaï             | Madonna, Mirwais Ahmadzaï          | 4:24 |
| 5.    | »Amazing«                       | Madonna, William Orbit                | Madonna, William Orbit             | 3:44 |
| 6.    | »Nobody's Perfect«              | Madonna, Mirwais Ahmadzaï             | Madonna, Mirwais Ahmadzaï          | 5:00 |
| 7.    | »Don't Tell Me«                 | Madonna, Mirwais Ahmadzaï, Joe Henry  | Madonna, Mirwais Ahmadzaï          | 4:40 |
| 8.    | »What It Feels Like for a Girl« | Madonna, Guy Sigsworth, David Torn    | Madonna, Guy Sigsworth, Mark Stent | 4:45 |
| 9.    | »Paradise (Not For Me)«         | Madonna, Mirwais Ahmadzaï             | Madonna, Mirwais Ahmadzaï          | 6:29 |
| 10.   | »Gone«                          | Madonna, Damian Le Gassick, Nik Young | Madonna, William Orbit, Mark Stent | 3:30 |
| 44:40 |                                 |                                       |                                    |      |

| Bonus pjesma (izvan Sjeverne Amerike) | Bonus pjesma (izvan Sjeverne Amerike) | Bonus pjesma (izvan Sjeverne Amerike) | Bonus pjesma (izvan Sjeverne Amerike) | Bonus pjesma (izvan Sjeverne Amerike) | Bonus pjesma (izvan Sjeverne Amerike) | Bonus pjesma (izvan Sjeverne Amerike) | Bonus pjesma (izvan Sjeverne Amerike) | Bonus pjesma (izvan Sjeverne Amerike) | Bonus pjesma (izvan Sjeverne Amerike) |
| Br.                                   | Skladba                               | Tekstopisac                           | Producent(i)                          | Trajanje                              |                                       |                                       |                                       |                                       |                                       |
| ------------------------------------- | ------------------------------------- | ------------------------------------- | ------------------------------------- | ------------------------------------- | ------------------------------------- | ------------------------------------- | ------------------------------------- | ------------------------------------- | ------------------------------------- |
| 11.                                   | »American Pie«                        | Don McLean                            | Madonna, William Orbit                | 4:32                                  |                                       |                                       |                                       |                                       |                                       |
| 49:18                                 |                                       |                                       |                                       |                                       |                                       |                                       |                                       |                                       |                                       |

| Bonus pjesma u Australiji i Japanu | Bonus pjesma u Australiji i Japanu | Bonus pjesma u Australiji i Japanu | Bonus pjesma u Australiji i Japanu | Bonus pjesma u Australiji i Japanu | Bonus pjesma u Australiji i Japanu | Bonus pjesma u Australiji i Japanu | Bonus pjesma u Australiji i Japanu | Bonus pjesma u Australiji i Japanu | Bonus pjesma u Australiji i Japanu |
| Br.                                | Skladba                            | Tekstopisac                        | Producent(i)                       | Trajanje                           |                                    |                                    |                                    |                                    |                                    |
| ---------------------------------- | ---------------------------------- | ---------------------------------- | ---------------------------------- | ---------------------------------- | ---------------------------------- | ---------------------------------- | ---------------------------------- | ---------------------------------- | ---------------------------------- |
| 12.                                | »Cyberraga«                        | Madonna, Talvin Singh              | Madonna, Talvin Singh              | 5:33                               |                                    |                                    |                                    |                                    |                                    |
| 54:55                              |                                    |                                    |                                    |                                    |                                    |                                    |                                    |                                    |                                    |

## Uspjeh na ljestvicama i certifikacije
| Država                 | Pozicija |
| ---------------------- | -------- |
| Australija             | 2        |
| Austrija               | 1        |
| Belgija (Flandrija)    | 1        |
| Belgija (Valonija)     | 1        |
| Danska                 | 1        |
| Europa                 | 1        |
| Finska                 | 1        |
| Francuska              | 1        |
| Irska                  | 1        |
| Italija                | 1        |
| Japan                  | 7        |
| Kanada                 | 1        |
| Mađarska               | 1        |
| Meksiko                | 5        |
| Nizozemska             | 1        |
| Norveška               | 1        |
| Novi Zeland            | 2        |
| Njemačka               | 1        |
| Poljska                | 1        |
| Španjolska             | 2        |
| Švedska                | 1        |
| Švicarska              | 1        |
| Ujedinjeno Kraljevstvo | 1        |
| US Billboard 200       | 1        |

| Država                 | Certifikacija |
| ---------------------- | ------------- |
| Argentina              | Platinasta    |
| Australija             | 3× Platinasta |
| Austrija               | Platinasta    |
| Belgija                | 3× Platinasta |
| Brazil                 | 2× Platinasta |
| Danska                 | 2× Platinasta |
| Europa                 | 5× Platinasta |
| Finska                 | Zlatna        |
| Francuska              | 2× Platinasta |
| Hong Kong              | Zlatna        |
| Italija                | 5× Platinasta |
| Kanada                 | 3× Platinasta |
| Mađarska               | Zlatna        |
| Meksiko                | Zlatna        |
| Nizozemska             | 2× Platinasta |
| Novi Zeland            | 2× Platinasta |
| Njemačka               | 2× Platinasta |
| Poljska                | Platinasta    |
| Španjolska             | 2× Platinasta |
| Švedska                | Platinasta    |
| Švicarska              | 2× Platinasta |
| Ujedinjeno Kraljevstvo | 5× Platinasta |
| Sjedinjene Države      | 3× Platinasta |

### Singlovi
| 2000                                              | "Music"                         | 1  | 1 | 1 | 5  | 1 | 8  | 2  | 1 | 1  | 1 | - US: Platinasta - AUS: 2× Platinasta - UK: Zlatna |
| 2000                                              | "Don't Tell Me"                 | 4  | 1 | 7 | 12 | 1 | 16 | 22 | 1 | 10 | 4 | - US: Zlatna - AUS: Platinasta                     |
| 2001                                              | "What It Feels Like for a Girl" | 23 | 1 | 6 | 26 | 2 | 40 | 16 | 3 | 11 | 7 | - AUS: Zlatna                                      |
| "—" nije izdana ili se nije pojavila na ljestvici |                                 |    |   |   |    |   |    |    |   |    |   |                                                    |